# Göstling an der Ybbs
Göstling an der Ybbs är en ort och kommun  i Österrike. Den ligger i distriktet Scheibbs i förbundslandet Niederösterreich, 120 km väster om huvudstaden Wien.
Kommunen består av 13 orter (Ortschaften) (inom parentes invånarantal 1 januari 2024):

- Eisenwiesen (29)
- Großegg (3)
- Göstling an der Ybbs (591)
- Hochreit (111)
- Königsberg (84)
- Lassing (154)
- Mendling (18)
- Oberkogelsbach (40)
- Pernegg (24)
- Steinbachmauer (82)
- Stixenlehen (369)
- Strohmarkt (318)
- Ybbssteinbach (210)